# Smilax canariensis
Smilax canariensis är en enhjärtbladig växtart som beskrevs av Carl Ludwig von Willdenow. Smilax canariensis ingår i släktet Smilax och familjen Smilacaceae. Inga underarter finns listade.

## Bildgalleri

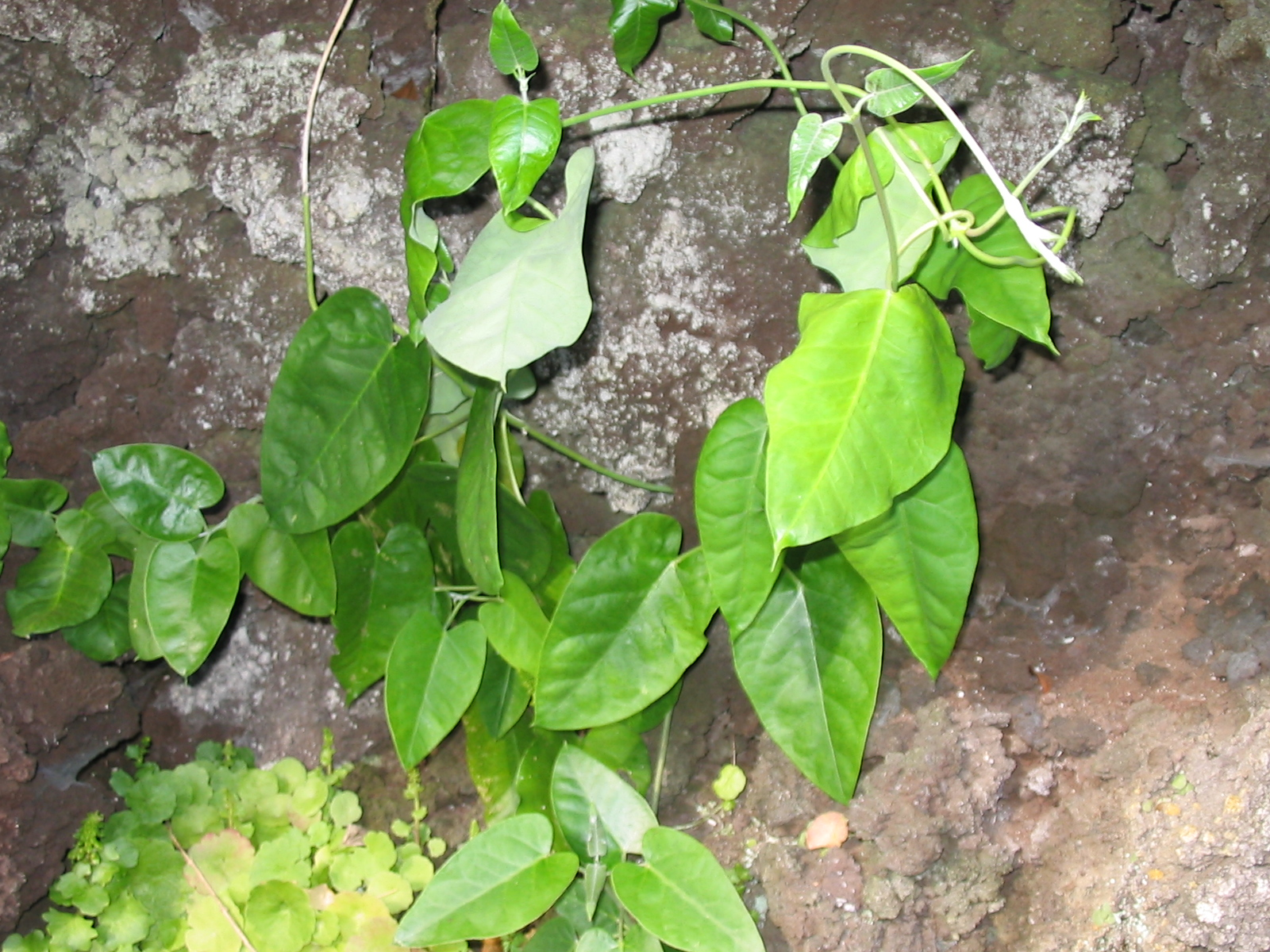